# Loimaa
Loimaa [ˈlɔi̯mɑː] ist eine Stadt im Südwesten Finnlands. Sie liegt in der Landschaft Varsinais-Suomi 66 Kilometer nordöstlich von Turku.
Neben der eigentlichen Kernstadt umfasst das Stadtgebiet ein weites ländliches Gebiet mit einer Fläche von 852 Quadratkilometern. Durch Loimaa fließt der Fluss Loimijoki, ein Zufluss des Kokemäenjoki. Nachbargemeinden sind Koski Tl im Süden, Pöytyä und Oripää im Südwesten, Säkylä und Huittinen im Nordwesten, Punkalaidun im Norden sowie Humppila und Ypäjä im Osten.
Das Kirchspiel Loimaa wurde 1439 das erste Mal urkundlich erwähnt, dürfte aber schon seit dem 14. Jahrhundert bestanden haben. Historisch gehörte Loimaa zur Landschaft Satakunta. Bis ins 19. Jahrhundert war die Landwirtschaft praktisch der einzige Erwerbszweig in der Gegend von Loimaa. Als 1876 die Bahnstrecke von Turku nach Toijala fertiggestellt wurde, erhielt Loimaa einen eigenen Bahnhof. Das heutige Zentrum entwickelte sich rund um den Bahnhof. 1921 wurde der Ort Loimaa als eigenständiger Marktflecken (kauppala) aus der umliegenden Gemeinde Loimaa gelöst, das Stadtrecht erhielt er 1969. Im Jahr 2005 wurde die Gemeinde Loimaa, der ihrerseits 1976 die Gemeinde Metsämaa angeschlossen worden war, wieder in die Stadt Loimaa eingemeindet. Zum Jahresbeginn 2009 folgte die Eingemeindung der Nachbargemeinden Alastaro und Mellilä.
Die Kanta-Loimaan-Kirche wurde 1831–37 nach Plänen von Charles Bassi und Carl Ludwig Engel aus Backstein erbaut. Nachdem ein Brand sie schwer beschädigt hatte, wurde sie 1890–91 unter Josef Stenbäck instand gesetzt. Dabei erhielt sie ihre heutige Gestalt mit einem Kirchturm im Barockstil und einer großen Kuppel. Die Holzkirche von Alastaro hat eine recht bewegte Geschichte: Sie wurde ursprünglich 1754 in Loimaa errichtet. Als in Loimaa die jetzige Kirche erbaut wurde, erwarb die Kapellengemeinde Alastaro 1837 die alte Kirche. Sie wurde abgetragen und 1840–41 an ihrer jetzigen Stelle wieder aufgebaut. Ihre heutige Form erhielt die Kirche 1896–97, als sie unter der Ägide von Josef Stenbäck restauriert und umgebaut wurde. Weitere Kirchen befinden sich in den Orten Metsämaa (1777) und Virttaa (1845). Im Stadtgebiet von Loimaa befindet sich auch die Rennstrecke Alastaro Circuit.

## Städtepartnerschaften
- Åmål, Schweden
- Uddevalla, Schweden
- Frogn, Norwegen
- Skien, Norwegen
- Türi, Estland
- Jõhvi, Estland
- Staraja Russa, Russland
- Mosfellsbær, Island
- Thisted Kommune, Dänemark
- Grenaa, Dänemark

## Söhne und Töchter
- Väinö Tiiri (1886–1966), Turner
- Reino Iisakki Kuuskoski (1907–1965), Ministerpräsident
- Juha Salonen (* 1961), Judoka

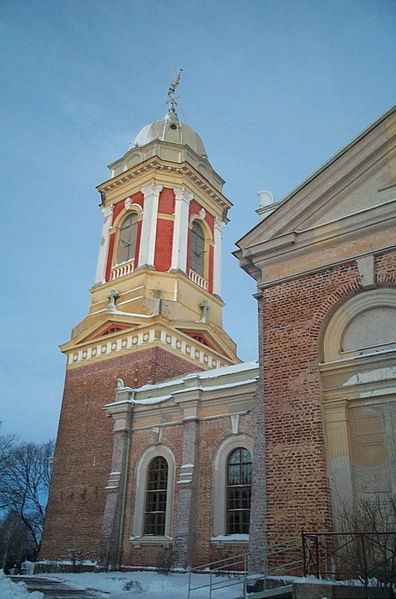
Die Kirche von Loimaa
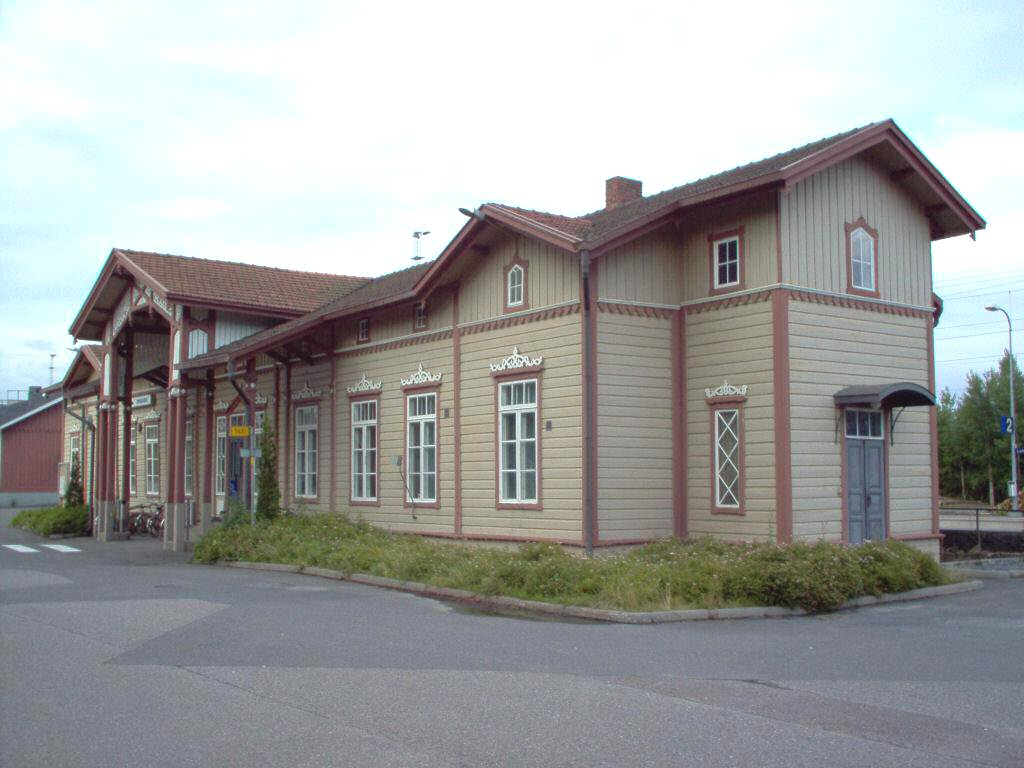
Der Bahnhof von Loimaa